# Alticus anjouanae
Alticus anjouanae är en fiskart som först beskrevs av Fourmanoir, 1955.  Alticus anjouanae ingår i släktet Alticus och familjen Blenniidae. Inga underarter finns listade i Catalogue of Life.